# Raúl Marcos Longhi Aizpún
Raúl Marcos Longhi Aizpún, conocido deportivamente por Raúl Longhi (Mar del Plata, Argentina, 17 de mayo de 1952) es un entrenador de fútbol argentino y exjugador. Actualmente está sin equipo tras ser entrenador del club de la liga de Malasia, el Johor Darul Takzim FC.

## Trayectoria

### Como jugador
El Kimberley se fijó en Longhi y su progresión fue meteórica, a los dieciocho años debutó en la Primera División de su país y fue seleccionado por Mar del Plata. Dos años más tarde llegaría a Barcelona para jugar con el Español.
Como interior derecho y, ocasionalmente, como lateral del mismo costado, Longhi defendió los colores espanyolistas durante siete años en la década de los setenta. José Antonio Irulegui, Heriberto Herrera, Vicente Miera y José María Maguregui fueron sus entrenadores. Hasta que acabó su contrato y terminó su carrera en el Girona y L'Hospitalet.

### Como entrenador
En 1986, Longhi comenzó como técnico en el San Cugat, en Regional Preferente. Dos años después pasó tres meses en el Espanyol como segundo de José Mauri. Volvió al San Cugat y pasó por el Club Gimnàstic de Tarragona y el Unió Esportiva Figueres. Hasta que Víctor Muñoz, en el Club Deportivo Logroñés, le llamó. Se separaron durante dos temporadas al marchar a entrenar Longhi a la Cultural Leonesa y Víctor a la Unió Esportiva Lleida, pero se reunieron de nuevo en el Villarreal Club de Fútbol dónde seguiría siendo su segundo. Continuaría como técnico asistente de este durante varios años en el Real Zaragoza, Panathinaikos, Recreativo y el Getafe.
En junio de 2011, Raúl Longhi vuelve al club perico para entrenar al Espanyol "B" y más tarde, en 2012, se convertiría en el segundo de Mauricio Pochettino. En noviembre de 2012, tras la destitución de Pochettino, dirige al Espanyol en la Copa del Rey en un partido frente al Sevilla Fútbol Club (donde a la postre sería eliminado el club barcelonés) hasta la llegada de Javier Aguirre al frente del banquillo, y volver el argentino al filial. En febrero de 2013, Longhi es destituido como técnico del segundo equipo blanquiazul.
En noviembre de 2013 se convierte en entrenador del Derthona Foot Ball Club 1908 de la Serie D (Italia), decimosegundo clasificado del Grupo A, sucediendo en el cargo a Roberto Scarnecchia que tras dos meses volverá a su cargo. En marzo de 2014 vuelve de nuevo como técnico asistente de Víctor al Real Zaragoza.
Posteriormente, actúa como segundo entrenador en el Johor Darul Takzim FC de la Superliga de Malasia, equipo con el que ha conseguido ganar la competición en las temporadas 2014-15 y 2015-16, siendo la quinta vez consecutiva que este equipo lo consigue.
En agosto de 2018, Raúl es destituido como entrenador del Johor Darul Takzim, club en el que había trabajado como ayudante del entrenador principal y como primer técnico desde que aterrizara en Malasia en mayo de 2015, ganando nueve títulos: cuatro Superligas, la Copa de Malasia, la Copa FA, la Charity Shield de ese país, la Copa AFC de Asia y la Supercopa de Malasia. El entrenador argentino acababa de ganar la Superliga de Malasia con 23 puntos de diferencia, meter al equipo en la Champions de Asia y ser elegido mejor entrenador del mes de junio de 2018, el Johor decidió despedirle tras una derrota en Copa por 1-2.

## Clubes

### Como jugador
| Club               | País      | Año         |
| ------------------ | --------- | ----------- |
| C. A. Kimberley    | Argentina | 1969 - 1973 |
| U. E. Sant Andreu  | España    | 1973 - 1976 |
| R. C. D. Español   | España    | 1976 - 1982 |
| Girona F. C.       | España    | 1982 - 1983 |
| C. E. L'Hospitalet | España    | 1983 - 1985 |

### Como entrenador
| Club                                       | País    | Año         |
| ------------------------------------------ | ------- | ----------- |
| C. E. L'Hospitalet                         | España  | 1986 - 1987 |
| F. C. San Cugat Esport                     | España  | 1987 - 1988 |
| F. C. San Cugat Esport                     | España  | 1989 - 1991 |
| Gimnàstic de Tarragona                     | España  | 1992 - 1993 |
| U. E. Figueres                             | España  | 1993 - 1995 |
| Cultural Leonesa                           | España  | 1998 - 2000 |
| R. C. D. Espanyol "B"                      | España  | 2011 - 2013 |
| Derthona F. B. C. 1908                     | Italia  | 2013 - 2015 |
| Johor Darul Takzim FC (Segundo entrenador) | Malasia | 2015 - 2018 |
| Johor Darul Takzim FC                      | Malasia | 2018        |